# Budynek Konsystorza Królewskiego w Poznaniu
Budynek Konsystorza Królewskiego w Poznaniu (niem. Königliches Consistorium der Provinz Posen) – budynek usytuowany przy ul. Młyńskiej 11a (niem. Mühlenstraße) w Poznaniu. 

## Historia
Budowę budynku w stylu neogotyckim zakończono w 1894 roku. Początkowo w budynku mieściła się siedziba pruskiej Komisji Kolonizacyjnej, przeniesiona następnie do gmachu obecnego Collegium Maius. Jesienią 1918 roku, po upadku monarchii Hohenzollernów uległa zmianie nazwa na Konsystorz Ewangelicki. Konsystorz był najwyższą władzą wykonawczą Kościoła Ewangelicko-Unijnego w Prowincji Poznańskiej.
4 listopada 1978 roku obiekt wpisany został do rejestru zabytków pod nr. rej. A207. 
Obecnie w budynku funkcjonuje Wielkopolski Wydział Zamiejscowy Departamentu do Spraw Przestępczości Zorganizowanej i Korupcji w Poznaniu.

## Galeria

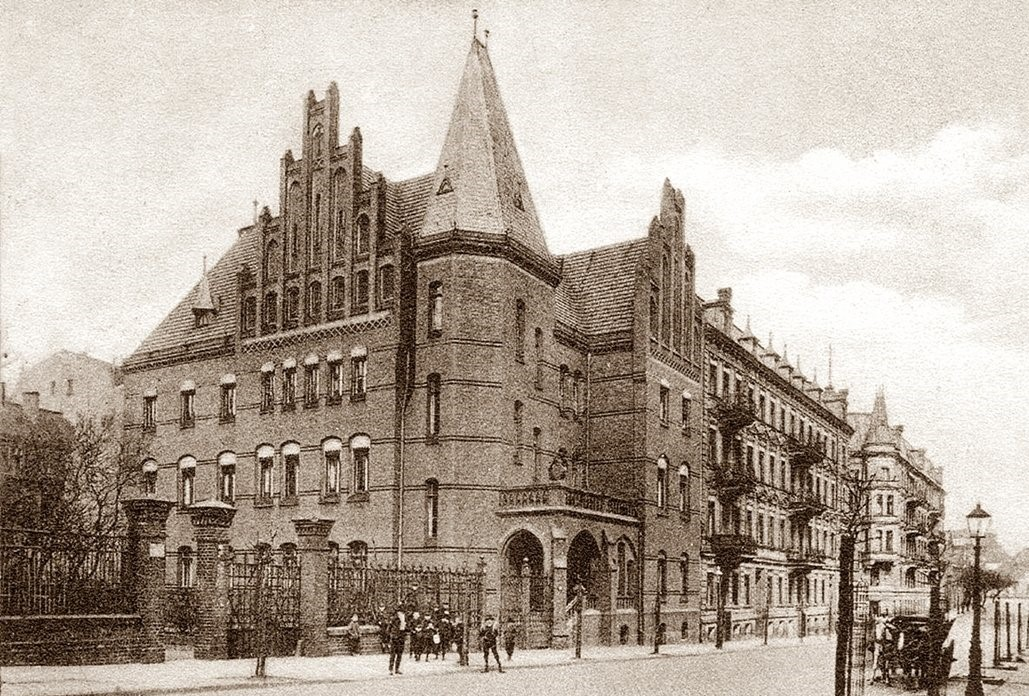
Budynek na początku XX wieku
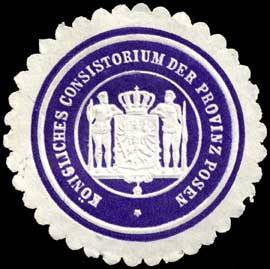
Zalepka pocztowa (nalepiany odcisk pieczęci używany w korespondencji konsystorza)